# Monmouth Mountain
Der Monmouth Mountain, allgemein Mount Monmouth genannt, ist einer der Hauptgipfel der Pacific Ranges innerhalb der Coast Mountains im Süden von British Columbia. Mit 3182 Metern ist er der höchste Gipfel der Chilcotin Ranges. Er erhebt sich unmittelbar nördlich der Lillooet Icecap zwischen dem Chilko Lake und den Taseko Lakes. Westlich eines südlichen Ausläufers des Chilko Lake befindet sich der Mount Good Hope (3.242 m), der Hauptgipfel des Massivs,  und jenseits davon das den Mount Queen Bess (3.298 m) umgebende Massiv mit den höchsten Gipfeln östlich des Homathko River.
Namensgeber des Berges war die Monmouth, ein in die Jahre gekommenes britisches Schlachtschiff, welches 1914 im Seegefecht bei Coronel zusammen mit der HMS Good Hope (nach welcher der Mountain Good Hope benannt ist) vor der Küste von Südamerika durch deutsche Kreuzer unter Admiral von Spee versenkt wurde.